# Benjamin Friedrich Köhler
Benjamin Friedrich Köhler (* 22. Juni 1730 in Döbeln; † 4. Mai 1796 in Dessau) war ein deutscher Kirchenlieddichter und Beamter.

## Leben
Köhler war Sohn des Predigers Daniel Friedrich Köhler. Er verlor seinen Vater bereits 1731. Seine Mutter zog zu ihrem Vater, einem Freiherrn Buda, nach Börtewitz. Dort wurde er zunächst von seinem Großvater unterrichtet. Anschließend besuchte er von 1744 bis 1749 das Freiberger Gymnasium und studierte ab 1749 an der Universität Leipzig. Dort stand er insbesondere unter dem Einfluss des Privatdozenten Christian Fürchtegott Gellert. Nach dem Studium bekleidete er mehrere Hofmeisterstellen, unter anderem bei den Freiherren von Gersdorff.
Köhler kam 1767 auf Gellerts Empfehlung an den Hof des Fürsten Leopold II. Maximilian von Anhalt-Dessau. Dort wurde er zunächst Hofmeister des Prinzen Albert Friedrich von Anhalt-Dessau und zum Hofrat ernannt. 1768 wechselte er als Hofrat zur Landesregierung in Dessau und wurde Sekretär der Leitung des Justiz-, Konsistorial- und Geheimarchivs. 1774 wurde er zum ersten Sekretär und Archivar befördert. Als er starb, war er im Rang eines Regierungsrats.

## Werk
Köhler verfasste diverse Kirchenlieder, die in unterschiedlichen Gesangbüchern aufgenommen wurden.
- Geistliche, moralische und scherzhafte Oden und Lieder, 4 Bände, Leipzig 1762.